# Międzynarodowy Konkurs Młodych Pianistów „Arthur Rubinstein in memoriam”
Międzynarodowy Konkurs Młodych Pianistów „Arthur Rubinstein in memoriam” – odbywający się co 2 lata w Bydgoszczy konkurs muzyczny o randze międzynarodowej, w którym mogą brać udział pianiści w wieku od 14 do 21 lat. 

## Geneza
Pomysł konkursu wiąże się ze słowami wypowiedzianymi przez Artura Rubinsteina, który koncertując w nowo zbudowanej sali Filharmonii Pomorskiej w Bydgoszczy w 1960 roku powiedział: Macie wspaniałą salę koncertową, należałoby tu organizować konkursy międzynarodowe. Formułę artystyczną stworzył Jan Popis, dziennikarz radiowy, muzykolog i krytyk muzyczny. Obejmuje ona utwory z bogatego repertuaru Artura Rubinsteina. 
Inicjatywę zorganizowania pierwszego konkursu podjęła w 1993 roku dyrektor Państwowego Zespołu Szkół Muzycznych w Bydgoszczy Ewa Stąporek-Pospiech. W zamyśle konkurs miał wypełniać lukę pomiędzy dwoma dużymi konkursami pianistycznymi: Chopinowskim w Warszawie i P. Czajkowskiego w Moskwie. Pierwszej edycji konkursu patronowała wdowa po mistrzu – Aniela Młynarska-Rubinstein, która była także fundatorką specjalnej nagrody im. Artura Rubinsteina. Aktualną patronką konkursu jest córka Artura Rubinsteina – Ewa Rubinstein. 
W pierwszej edycji przewodniczącym jury był Adam Harasiewicz – laureat Konkursu Chopinowskiego w Warszawie z 1955 r., dyrektorem artystycznym – Jan Popis. W składzie jury zasiedli m.in. Jerzy Godziszewski, Krzysztof Jabłoński, Ewa Osińska. 

## Charakterystyka
W jury konkursu zasiadają wybitni polscy i zagraniczni pianiści – laureaci konkursów międzynarodowych oraz krytycy muzyczni. Począwszy od II Konkursu w 1996 r. pianistom podczas ich prezentacji konkursowych towarzyszy Orkiestra Symfoniczna Filharmonii Pomorskiej. W poszczególnych edycjach konkursu brało udział kilkadziesiąt młodych pianistów z 16 krajów świata: Białorusi, Chile, Chorwacji, Finlandii, Francji, Grecji, Hiszpanii, Izraela, Japonii, Niemiec, Polski, Rosji, Szwecji, Tajwanu, Ukrainy i Wielkiej Brytanii. Najliczniejszą grupę pianistów w każdej edycji konkursu stanowili Polacy. 

Julianna Awdiejewa: Dziewięć lat temu przyjechałam po raz pierwszy do Bydgoszczy, by uczestniczyć w tym prestiżowym i znanym z wysokich walorów artystycznych konkursie. Nie wyobrażałam sobie wówczas, że pozostawi on w moim sercu tak trwały ślad i wpłynie tak znacząco na moją artystyczną karierę.

W konkursie mogą wziąć udział pianiści w wieku od 14 do 21 lat. Zwycięstwo niewątpliwie pomaga w rozwoju kariery muzycznej. I nagrodę w konkursie w 2002 zdobyła Julianna Awdiejewa – późniejsza zdobywczyni głównej nagrody w XVI Międzynarodowym Konkursie Pianistycznym im. Fryderyka Chopina (2010). W tym samym roku II nagrodę w konkursie zdobył Rafał Blechacz – późniejszy triumfator XV Międzynarodowego Konkursu Pianistycznego im. Fryderyka Chopina.
W 2000 roku konkurs został wpisany do Europejskiego Stowarzyszenia Konkursów Muzycznych dla Młodych (European Union of Music Competitions for Youth) w Monachium, które skupia konkursy z 27 krajów europejskich.

## Program
Program konkursowy jest niezwykle trudny i obejmuje utwory, które miał w swoim pianistycznym repertuarze Artur Rubinstein. Wśród nich znajdują się kompozycje Karola Szymanowskiego dedykowane przyjacielowi Arturowi Rubinsteinowi, między innymi Mazurki z op. 50, Wariacje b-moll op. 3, Serenada Don Juana z cyklu Maski op. 34. Formuła programowo-artystyczna konkursu jest autorskim pomysłem jego dyrektora artystycznego Jana Popisa.
Składające się z trzech etapów eliminacje obejmują następujący program:
- I etap: 
  - sonata Haydna lub Mozarta
  - dwie etiudy: Chopina oraz do wyboru: Liszta, Skriabina bądź Rachmaninowa
  - Chopinowska ballada, Fantazja f-moll, Barkarola lub scherzo

- II etap 
  - jedno z opus Szymanowskiego : 4 Mazurki op. 50, Wariacje b-moll p.3, Serenada Don Juana z cyklu maski op. 34
  - Sonata Beethovena, Chopina, Schumanna, Liszta lub Schuberta (ew. Schubertowska Fantazja Wanderer)
  - Utwór dowolny
- Finał:
  - wykonanie z orkiestrą jednego z koncertów Beethovena, (c-moll, G-dur, Es-dur), Chopina (e-moll, f-moll), Saint Saënsa (g-moll), Czajkowskiego (b-moll), Rachmaninowa (c-moll)[4].

## Laureaci konkursu
| Laureaci |      |                                  |                       |                                    |                   |                      |                    |
| Edycja   | Rok  | I miejsce                        | II miejsce            | III miejsce                        | IV miejsce        | V miejsce            | VI miejsce         |
| I        | 1993 | Walentina Igoszyna               | Beata Bilińska        | Josif Sergiej Naomi Iwase          | Nie przyznano     | Aleksandra Zajcewa   | Wojciech Stysz     |
| II       | 1996 | Joanna Marcinkowska              | Wsiewołod Wartanow    | Wojciech Waleczek                  | Maria Mazo        | Aleksiej Komarow     | Daria Riabowa      |
| III      | 1998 | Josif Sergiej                    | Robert Utter          | Ksenia Blinstowskaja               | Jaromyr Bożenko   | Eri Yamabe           | Tomas Nikkanen     |
| IV       | 2000 | Piotr Żukowski Miku Omine        | Nie przyznano         | Daniel Jonathan Hill Lena Drozdowa | Age Juurikas      | Natalia Daniłowa     | Yihg Hsuan Lee     |
| V        | 2002 | Julianna Awdiejewa               | Rafał Blechacz        | Timur Szczerbakow                  | Dasha Moroz       | Andriej Jaroszynskij | Agata Łukasiewicz  |
| VI       | 2004 | Aleksander Chugai Michał Pierzak | Aleksander Karpiejew  | Kirył Keduk                        | Nie przyznano     | Nie przyznano        | Nie przyznano      |
| VII      | 2007 | Denis Żdanow                     | Marcin Koziak         | Wang Shiran                        | Irina Czistiakowa | Wladimir Farkow      | Walentine Dmitriew |
| VIII     | 2009 | Anna Fedorowa Mun Ji-yeong       | Nikodem Wojciechowski | Peng Lin                           | Piotr Kosiński    | Nie przyznano        | Anna Yukho         |
| IX       | 2011 | Tomasz Ritter                    | Anna Szałucka         | Piotr Nowak                        | Krzysztof Książek | Maciej Wota          | Li Borun           |
| X        | 2014 | Szymon Nehring                   | Jakub Kuszlik         | Nicola Losito                      | Artur Haftman     | Łukasz Mikołajczyk   | Xu Zi              |
| XI       | 2017 | Arsenij Mun                      | Tomasz Czesław Marut  | Adam Mikołaj Goździewski           | -                 | -                    | -                  |
| XII      | 2021 | Mateusz Krzyżowski               | Vladimir Acimovic     | Hyo Lee                            | Zhong Yonghuan    | Krzysztof Wierciński | Mateusz Dubiel     |